# L'altra dimensione
«L'altra dimensione» es una canción interpretada por la banda italiana Måneskin, incluida en su primer álbum de estudio, Il ballo della vita (2018). Fue compuesta por los cuatro integrantes de la agrupación, Damiano David, Ethan Torchio, Thomas Raggi y Victoria De Angelis, mientras que su producción también quedó a su cargo con apoyo de Fabrizio Ferraguzzo. La canción fue lanzada como el cuarto sencillo del álbum el 10 de abril de 2019 bajo la distribución de Sony Music y RCA Records.
La canción se convirtió en el cuarto éxito top 10 de la banda en Italia, donde además fue certificada con disco de platino. Su videoclip fue dirigido por Antonio Usbergo y Niccolò Celaia, y publicado el 11 de abril de 2019 en YouTube.

## Composición y lanzamiento
La canción fue compuesta por los cuatro integrantes de la banda, Damiano David, Ethan Torchio, Thomas Raggi y Victoria De Angelis, que además se encargaron de producirla con apoyo de Fabrizio Ferraguzzo. «L'altra dimensione» es una canción pop rock que mezcla elementos del pop francés, el flamenco y la música gitana. Su letra habla sobre ser libre y disfrutar la vida, haciendo referencia a «Marlena», una musa creada por la banda como una representación ficticia de la libertad y que es el tema central de Il ballo della vita (2018). La canción fue lanzada como el cuarto sencillo del disco el 10 de abril de 2019 bajo la distribución de Sony Music y RCA Records.

## Rendimiento comercial
«L'altra dimensione» debutó en la sexta posición del listado semanal de éxitos de Italia en la semana del 1 de noviembre de 2018, con lo que se convirtió en la cuarta canción de la banda en ingresar al top 10. En total logró mantenerse por siete semanas dentro del conteo y fue certificada con disco de platino por la Federación de la Industria Musical Italiana (FIMI) tras exceder las 50 mil unidades vendidas en el país.
Tras la victoria de Måneskin en el Festival de la Canción de Eurovisión 2021, «L'altra dimensione» ingresó al listado semanal de las canciones más descargadas en Grecia en la posición número 37. También ingresó al conteo semanal de éxitos de Lituania en el puesto número 20.

## Vídeo musical
El videoclip de la canción fue dirigido por los italianos Antonio Usbergo y Niccolò Celaia, quienes ya habían trabajado con la banda en el vídeo de «Morirò da re». Fue publicado el 11 de abril de 2019 en el canal de YouTube de Måneskin. En el vídeo se muestra a un chico que es transportado a otra dimensión donde se une a una gran celebración que lo envuelve en un ambiente surrealista.

## Posicionamiento en listas

### Semanales
| Grecia   | Digital Singles Chart | 38 |
| Italia   | Top Singoli           | 6  |
| Lituania | AGATA TOP 100 Chart   | 20 |

### Certificaciones
| País   | Organismo certificador | Certificación | Ventas certificadas | Ref.  |
| ------ | ---------------------- | ------------- | ------------------- | ----- |
| Italia | FIMI                   | Platino       | 50 000              | [ 5 ] |